# Zentren für Kommunikation und Informationsverarbeitung in Lehre und Forschung
Im Verein Zentren für Kommunikation und Informationsverarbeitung in Lehre und Forschung e.V. (ZKI-Verein, kurz ZKI) kooperieren die Rechenzentren der Universitäten, Technischen Hochschulen, Fachhochschulen und Forschungseinrichtungen Deutschlands. Der ZKI ist 1993 gegründet worden, Vorläufer in der Bundesrepublik war seit 1972 der Arbeitskreis der Leiter wissenschaftlicher Rechenzentren (ALWR); in der DDR arbeiteten die Hochschulrechenzentren, die später auch in Organisations- und Rechenzentrum umbenannt wurden, in verschiedenen Arbeitsgruppen bzw. -kreisen zusammen. Der ZKI hat 256 Mitglieder (20. Februar 2017).

## Gründung
Im ALWR waren nur die Rechenzentren der bundesdeutschen Universitäten und Technischen Hochschulen vertreten. Nach der Wiedervereinigung nahm die Zahl der Mitglieder stark zu, weil in der DDR nicht zwischen Universitäten und Fachhochschulen unterschieden wurde; hinzu kam, dass die Rechenzentren der Fachhochschulen eine eigenständige Kooperation wie im ALWR anstrebten. Deshalb wurde im ALWR eine neue Kooperationsform für alle Rechenzentren entwickelt, die am 9. Juni 1993 in Berlin zur Gründung des ZKI führte.
Organe des Vereins sind gemäß Satzung die Mitgliederversammlung, der Vorstand und ein Hauptausschuss. Die Kooperation im engeren Sinne erfolgt in Arbeitskreisen, in denen nicht nur Leiter (wie im ALWR), sondern auch Mitarbeiter der Rechenzentren vertreten sind. Es gibt die Kernarbeitskreise für Universitäts- bzw. Fachhochschulrechenzentren sowie fachlich orientierte Arbeitskreise, wie z. B. zum Supercomputing oder E-Learning. Die Sprecher dieser Arbeitskreise bilden zusammen mit dem Vorstand den Hauptausschuss.
Die Geschichte der Kooperation der Rechenzentren im ALWR bis zur Gründung des ZKI ist ausführlich aufgearbeitet worden, s. ALWR.

## Zweck
Zweck des Vereins ist gemäß Satzung die Förderung der Informationsverarbeitung in Lehre und Forschung. Der Verein unterstützt die in ihm vertretenen Zentren für Kommunikation und Informationsverarbeitung – die Rechenzentren – bei der Erfüllung ihrer Aufgaben, insbesondere durch
- Organisation des Meinungs- und Erfahrungsaustauschs,
- Anregung der Kooperation zwischen den Zentren sowie
- Beratung und Zusammenarbeit mit bildungs- und wissenschaftsfördernden Einrichtungen innerhalb und außerhalb Deutschlands.

Zu diesem Zweck kann der Verein in seinem Namen insbesondere Stellungnahmen abgeben, regelmäßige Dienste einrichten, Tagungen veranstalten, Veröffentlichungen herausgeben, Arbeitskreise bilden sowie Kommissionen mit zeitlich begrenzten Aufgaben einsetzen.

## Aktivitäten
Für den Meinungs- und Erfahrungsaustausch veranstaltet der ZKI pro Jahr zwei Tagungen an wechselnden Orten – eine Frühjahrs- und eine Herbsttagung – mit wissenschaftlichen Vorträgen und Sitzungen von Arbeitskreisen.
Neben den Kernarbeitskreisen für Universitäts- bzw. Fachhochschulrechenzentren gibt es zurzeit folgende fachlich orientierte Arbeitskreise:
- Ausbildung
- Campus Management
- E-Learning
- IT-Sicherheit
- IT-Strategie und -Organisation
- Multimedia und Grafik
- Netzdienste
- Service-Management
- Software-Lizenzen
- Supercomputing
- Verzeichnisdienste
- Web
- Zentrale Systeme

Die Arbeitskreise bilden den Schwerpunkt der inhaltlichen Arbeit des ZKI.
Ebenso wie die GI/ITG-Fachgruppe Kommunikation und Verteilte Systeme (KuVS) nutzt der ZKI die Fachzeitschrift Praxis der Informationsverarbeitung und Kommunikation (PIK) als Vereinszeitschrift.
Der ZKI vertritt die Interessen der IT-Versorger von Forschung und Lehre gegenüber der Politik und Verbänden. Er pflegt Beziehungen zu bildungs- und wissenschaftsfördernden Organisationen in Deutschland und Europa, beispielsweise zur Deutschen Forschungsgemeinschaft (DFG), zum Bundesministerium für Bildung und Forschung (BMBF), zur Hochschulrektorenkonferenz (HRK), zum Deutschen Forschungsnetz (DFN) und zu European University Information Systems (EUNIS). Darüber hinaus besteht eine enge Zusammenarbeit mit der Deutschen Initiative für Netzwerkinformation e.V. (DINI), zu der ZKI-Mitglieder in Vorstand und Beirat entsandt werden.

## Vorstand
Der aktuelle Vorstand wurde durch die Mitgliederversammlung im März 2021 für die Dauer von gewählt Jahren gewählt:
- Torsten Prill (Vorsitzender), Freie Universität Berlin, bis 27. September 2022 Hartmut Hotzel, Bauhaus-Universität Weimar
- Gudrun Oevel (stellvertretende Vorsitzende), Universität Paderborn
- Inga Scheler (stellvertretende Vorsitzende), Technische Universität Kaiserslautern
- Torsten Prill (Finanzvorstand), Freie Universität Berlin

Weitere Mitglieder (Beisitzer) sind: Rainer Bockholt (Universität Bonn), Daniel Bündgens (RWTH Aachen University) und Gregor Zimmermann (TH Köln).

## ZKI-Tagungen
Zwei Mal im Jahr findet eine Tagung unter einem bestimmten Thema an einer der Mitgliedseinrichtungen des ZKI statt.
|      | Frühjahrstagung                              | Herbsttagung                                    |
| ---- | -------------------------------------------- | ----------------------------------------------- |
| 2025 | TH Köln                                      | Forschungscampus Garching bei München (geplant) |
| 2024 | Universität Paderborn                        | Universität Potsdam                             |
| 2023 | Universität Kassel                           | TU Dresden                                      |
| 2022 | Digitale Hochschule NRW (online)             | Deutsche Nationalbibliothek Frankfurt/Main      |
| 2021 | RWTH Aachen (online)                         | Universität Paderborn (online)                  |
| 2020 | Universität Leipzig                          | online                                          |
| 2019 | Universität Erfurt                           | Hochschule Düsseldorf                           |
| 2018 | Universität Konstanz                         | Christian-Albrechts-Universität zu Kiel         |
| 2017 | Universität zu Köln                          | Universität der Bundeswehr                      |
| 2016 | Europa-Universität Viadrina Frankfurt (Oder) | Universität Ulm                                 |
| 2015 | Universität Düsseldorf                       | Universität Freiburg                            |
| 2014 | Humboldt-Universität Berlin                  | Universität Kaiserslautern                      |
| 2013 | Universität Frankfurt                        | Universität Mainz                               |
| 2012 | Universität Hamburg                          | Universität Leipzig                             |
| 2011 | Universität Münster                          | Universität Tübingen                            |
| 2010 | Universität Potsdam                          | Universität Cottbus                             |